# Marcia Taborda
Marcia Ermelindo Taborda (Rio de Janeiro, 25 de março de 1965) é uma violonista, cantora, pesquisadora e professora universitária brasileira. Destaca-se por sua atuação como intérprete de música brasileira, por sua pesquisa sobre a história do violão e por seu trabalho acadêmico de formação e coordenação no ensino superior.

## Biografia
Marcia Taborda iniciou seus estudos de violão em 1981 com José Molina. Posteriormente, estudou canto com Eliane Sampaio (Uni-Rio) e Carol Macdavit, e especializou-se em repertório contemporâneo com Christine Schadeberg e Joan La Barbara, em Nova York.
Graduou-se bacharel em violão pela Universidade do Rio de Janeiro (Uni-Rio), sob orientação de Turíbio Santos, com quem também realizou o mestrado na Universidade Federal do Rio de Janeiro (UFRJ), com a dissertação Dino Sete Cordas – Criatividade e Revolução nos acompanhamentos da MPB. Obteve o título de doutora em História Social pela UFRJ e realizou pós-doutorados na Universidade Nova de Lisboa (2014) e na University of New South Wales, em Sydney (2020).

## Carreira musical
Iniciou sua trajetória artística na Orquestra de Violões do Rio de Janeiro, grupo que rendeu a Turíbio Santos o prêmio Golfinho de Ouro em 1984. Posteriormente, integrou o Quinteto Brasileiro de Violões e apresentou-se no Free Jazz Festival (São Paulo, 1987), homenageando Heitor Villa-Lobos. Participou de eventos de destaque como o Montags Musik Brasilien (Berlim), interpretando música contemporânea; em 1997, apresentou um programa de choros e canções brasileiras no The Kennedy Center – Millenium Stage, em Washington DC; e em 1998, na série Southamerican Guitar Tango, na Weill Recital Hall do Carnegie Hall, em Nova York.
Entre seus projetos de destaque estão:
- Participações com Tato Taborda e Jards Macalé nos espetáculos Música de Invenção (1993) e Ôba (1994);
- Colaborações com Vania Dantas Leite, incluindo gravações e vídeos com a artista plástica Anna Maria Maiolino.
- Participação no evento Tributo a Olga Praguer Coelho, na Sala Cecília Meireles, ao lado de Fabio Zanon, Rosana Lamosa e do pianista Nelson Freire.[4]

É reconhecida por resgatar a tradição das violonistas-cantoras brasileiras, como Olga Praguer Coelho, e por unir em suas apresentações o violão típico do choro à canção brasileira. 

### Gravações destacadas
- Choros de Paulinho da Viola (2005, Acari Records) [6]
- Musica Humana (ABM Digital) [7]

- Viola & Violão em terras de São Sebastião (2017, FAPERJ) [8]

## Carreira acadêmica
É professora de violão e coordenadora do Núcleo de Estudos de Violão (NEV)  da Escola de Música da UFRJ. Lecionou também na Uni-Rio e no programa de pós-graduação em Jornalismo Cultural da UERJ. Ministrou seminários e workshops em diversas instituições no Brasil e exterior, como a Staatlich Hochschule für Musik Karlsruhe (Alemanha). Participou da comissão organizadora do VII Simpósio Internacional de Musicologia da UFRJ.

## Pesquisa
Sua pesquisa tem ênfase na história do violão no Brasil, em especial no século XIX, e em temas como identidade nacional, gênero e patrimônio musical. Atuou como pesquisadora do Dicionário Cravo Albin da Música Popular Brasileira e participou de iniciativas interdisciplinares como o projeto Da viola à viola grande: a música no Rio de Janeiro dos artistas viajantes.

## Participação em TV
Em 2017, Marcia Taborda participou de um episódio do programa Sr. Brasil, exibido pela TV Cultura e apresentado por Rolando Boldrin. O episódio foi dedicado ao violão brasileiro e explorou o repertório histórico apresentado por Taborda em seus trabalhos sobre a trajetória do instrumento no Brasil.
Durante o programa, a violonista interpretou obras representativas de diferentes fases da música brasileira para violão, incluindo:
- Vivo sonhando (Garoto)
- Abismo de rosas (Américo Jacomino "Canhoto")
- Isto é bom (Xisto Bahia)

Além de Marcia Taborda, o episódio contou com as participações dos músicos Felipe Ávila e Chico Boateiro.

## Prêmios e reconhecimentos
- Prêmio Funarte de Produção Crítica em Música (2010), pelo livro Violão e identidade nacional
- The J.F. Kennedy Center Fellowships of the Americas Award (1997)
- Prêmio Pesquisador Residente da Biblioteca Nacional (2016)
- Bolsas e apoios da FAPERJ, Casa de Rui Barbosa, Ministério da Cultura, entre outros.[12]

## Obras publicadas

### Livros
- Violão e identidade nacional (Civilização Brasileira, 2010)
- O violão na corte imperial (Biblioteca Nacional, 2023)
- Coautora de Dicionário Houaiss Ilustrado da Música Popular Brasileira (2006)
- Coautora de 500 anos da Música Popular Brasileira (2001)

### Artigos e capítulos selecionados
- "The Guitar in Imperial Rio de Janeiro" (Early Music, 2022)
- "Olga Praguer Coelho, Ambassador of Brazilian Folksong" (Soundboard Scholar, 2022)
- "Brazilian Women Guitarists in the Jazz Age" (Soundboard Magazine, 2021)
- "A viola de arame: origem e introdução no Brasil" (Revista Em Pauta)
- Artigos publicados na Revista Brasileira de Música, Opus, Revista Escritos e outras.

## Estilo e influências
Taborda combina rigor técnico com expressividade e pesquisa histórica. Suas interpretações dialogam com o repertório tradicional e contemporâneo, valorizando a canção brasileira e o choro, enquanto sua atuação acadêmica promove reflexões sobre identidade nacional e preservação do patrimônio musical.

## Legado e impacto
Seus estudos sobre o violão no Brasil tem impacto significativo na preservação da memória musical e na valorização da atuação feminina no cenário da música instrumental brasileira. Seu trabalho interliga performance, história e educação, com reconhecimento nacional e internacional.